# King Cove
King Cove – miasto w Stanach Zjednoczonych, w stanie Alaska, w okręgu Aleutians East.